# Kłoniszew
Kłoniszew [pronunciación en polaco: /kwɔˈniʂɛf/] es un pueblo en el distrito administrativo de Gmina Zadzim, dentro del Distrito de Poddębice, Voivodato de Łódź, en Polonia central. Se encuentra aproximadamente 11 kilómetros al este de Zadzim, 14 kilómetros al sur de Poddębice, y 32 kilómetros al oeste de la capital regional, Łódź.